# SA-325

SA-325 es una carretera autonómica que discurre entre las localidades de La Fuente de San Esteban y Cerralbo en la provincia de Salamanca.
Pertenece a la Red Complementaria Local de la Junta de Castilla y León.
Pasa por las localidades salmantinas de La Fuente de San Esteban, Boada, Villares de Yeltes, Villavieja de Yeltes, Bogajo y Cerralbo.

## Historia
Hasta 2002 esta carretera estaba dividida en cinco tramos con las siguientes denominaciones:
- CV-28  que corresponde con el tramo que va de La Fuente de San Esteban a Boada.
- CV-123  que corresponde con el tramo que va de Boada a Villares de Yeltes.
- CV-119  que corresponde con el tramo que va de Villares de Yeltes a Villavieja de Yeltes.
- CV-53  que corresponde con el tramo que va de Villavieja de Yeltes a Bogajo.
- CV-151  que corresponde con el tramo que va de Bogajo a Cerralbo.

## Recorrido
| La Fuente de San Esteban (Intersección con /) - Cerralbo (Intersección con ) | La Fuente de San Esteban (Intersección con /) - Cerralbo (Intersección con ) | La Fuente de San Esteban (Intersección con /) - Cerralbo (Intersección con ) | La Fuente de San Esteban (Intersección con /) - Cerralbo (Intersección con ) | La Fuente de San Esteban (Intersección con /) - Cerralbo (Intersección con ) | La Fuente de San Esteban (Intersección con /) - Cerralbo (Intersección con ) | La Fuente de San Esteban (Intersección con /) - Cerralbo (Intersección con ) | La Fuente de San Esteban (Intersección con /) - Cerralbo (Intersección con ) | La Fuente de San Esteban (Intersección con /) - Cerralbo (Intersección con ) | La Fuente de San Esteban (Intersección con /) - Cerralbo (Intersección con ) | La Fuente de San Esteban (Intersección con /) - Cerralbo (Intersección con ) |
| Esquema                                                                      | PK                                                                           | Sentido Cerralbo                                                             | Sentido Cerralbo                                                             | Sentido Cerralbo                                                             | Sentido Cerralbo                                                             | Sentido La Fuente de San Esteban                                             | Sentido La Fuente de San Esteban                                             | Sentido La Fuente de San Esteban                                             | Sentido La Fuente de San Esteban                                             | Incidencias                                                                  |
| Esquema                                                                      | PK                                                                           | Velocidad                                                                    | Elemento                                                                     | Salida                                                                       | Salida                                                                       | Salida                                                                       | Salida                                                                       | Elemento                                                                     | Velocidad                                                                    | Incidencias                                                                  |
| Esquema                                                                      | PK                                                                           | Velocidad                                                                    | Elemento                                                                     | Dir.                                                                         | Nombre                                                                       | Nombre                                                                       | Dir.                                                                         | Elemento                                                                     | Velocidad                                                                    | Incidencias                                                                  |
| ---------------------------------------------------------------------------- | ---------------------------------------------------------------------------- | ---------------------------------------------------------------------------- | ---------------------------------------------------------------------------- | ---------------------------------------------------------------------------- | ---------------------------------------------------------------------------- | ---------------------------------------------------------------------------- | ---------------------------------------------------------------------------- | ---------------------------------------------------------------------------- | ---------------------------------------------------------------------------- | ---------------------------------------------------------------------------- |
|                                                                              | 0,0                                                                          |                                                                              |                                                                              | La Fuente de San Esteban                                                     | La Fuente de San Esteban                                                     | La Fuente de San Esteban                                                     |                                                                              |                                                                              |                                                                              |                                                                              |
| Buenamadre Ledesma                                                           | 0,0                                                                          |                                                                              |                                                                              |                                                                              |                                                                              |                                                                              |                                                                              |                                                                              |                                                                              |                                                                              |
| Vitigudino                                                                   | 0,0                                                                          |                                                                              |                                                                              |                                                                              |                                                                              |                                                                              |                                                                              |                                                                              |                                                                              |                                                                              |
| Boada Villavieja de Yeltes                                                   | 0,0                                                                          |                                                                              |                                                                              |                                                                              |                                                                              |                                                                              |                                                                              |                                                                              |                                                                              |                                                                              |
|                                                                              | 0,0                                                                          |                                                                              |                                                                              | LA FUENTE DE SAN ESTEBAN                                                     | LA FUENTE DE SAN ESTEBAN                                                     | LA FUENTE DE SAN ESTEBAN                                                     | LA FUENTE DE SAN ESTEBAN                                                     |                                                                              |                                                                              |                                                                              |
|                                                                              | 0,6                                                                          |                                                                              |                                                                              | LA FUENTE DE SAN ESTEBAN                                                     | LA FUENTE DE SAN ESTEBAN                                                     | LA FUENTE DE SAN ESTEBAN                                                     | LA FUENTE DE SAN ESTEBAN                                                     |                                                                              |                                                                              |                                                                              |
|                                                                              | 4,4                                                                          |                                                                              |                                                                              | BOADA                                                                        | BOADA                                                                        | BOADA                                                                        | BOADA                                                                        |                                                                              |                                                                              |                                                                              |
|                                                                              | 4,9                                                                          |                                                                              |                                                                              | Retortillo                                                                   | Retortillo                                                                   | Retortillo                                                                   | Retortillo                                                                   |                                                                              |                                                                              |                                                                              |
|                                                                              | 4,9                                                                          |                                                                              |                                                                              | BOADA                                                                        | BOADA                                                                        | BOADA                                                                        | BOADA                                                                        |                                                                              |                                                                              |                                                                              |
|                                                                              | 15,1                                                                         |                                                                              |                                                                              | Estación de FF.CC. de Villares de Yeltes                                     | Estación de FF.CC. de Villares de Yeltes                                     | Estación de FF.CC. de Villares de Yeltes                                     | Estación de FF.CC. de Villares de Yeltes                                     |                                                                              |                                                                              |                                                                              |
|                                                                              | 15,1                                                                         |                                                                              |                                                                              | VILLARES DE YELTES                                                           | VILLARES DE YELTES                                                           | VILLARES DE YELTES                                                           | VILLARES DE YELTES                                                           |                                                                              |                                                                              |                                                                              |
|                                                                              | 15,8                                                                         |                                                                              |                                                                              | Pozos de Hinojo Vitigudino                                                   | Pozos de Hinojo Vitigudino                                                   | Pozos de Hinojo Vitigudino                                                   | Pozos de Hinojo Vitigudino                                                   |                                                                              |                                                                              |                                                                              |
|                                                                              | 16,1                                                                         |                                                                              |                                                                              | VILLARES DE YELTES                                                           | VILLARES DE YELTES                                                           | VILLARES DE YELTES                                                           | VILLARES DE YELTES                                                           |                                                                              |                                                                              |                                                                              |
|                                                                              | 16,3                                                                         |                                                                              |                                                                              | Río Yeltes                                                                   | Río Yeltes                                                                   | Río Yeltes                                                                   | Río Yeltes                                                                   |                                                                              |                                                                              |                                                                              |
|                                                                              | 20,7                                                                         |                                                                              |                                                                              | VILLAVIEJA DE YELTES                                                         | VILLAVIEJA DE YELTES                                                         | VILLAVIEJA DE YELTES                                                         | VILLAVIEJA DE YELTES                                                         |                                                                              |                                                                              |                                                                              |
|                                                                              | 21,8                                                                         |                                                                              |                                                                              |                                                                              | Retortillo                                                                   | Retortillo                                                                   |                                                                              |                                                                              |                                                                              |                                                                              |
|                                                                              | 22,3                                                                         |                                                                              |                                                                              |                                                                              | Yecla de Yeltes                                                              | Yecla de Yeltes                                                              |                                                                              |                                                                              |                                                                              |                                                                              |
|                                                                              | 22,4                                                                         |                                                                              |                                                                              | VILLAVIEJA DE YELTES                                                         | VILLAVIEJA DE YELTES                                                         | VILLAVIEJA DE YELTES                                                         | VILLAVIEJA DE YELTES                                                         |                                                                              |                                                                              |                                                                              |
|                                                                              | 27,8                                                                         |                                                                              |                                                                              | BOGAJO                                                                       | BOGAJO                                                                       | BOGAJO                                                                       | BOGAJO                                                                       |                                                                              |                                                                              |                                                                              |
|                                                                              | 28,4                                                                         |                                                                              |                                                                              | BOGAJO                                                                       | BOGAJO                                                                       | BOGAJO                                                                       | BOGAJO                                                                       |                                                                              |                                                                              |                                                                              |
|                                                                              | 28,5                                                                         |                                                                              |                                                                              |                                                                              | Yecla de Yeltes                                                              | Yecla de Yeltes                                                              |                                                                              |                                                                              |                                                                              |                                                                              |
|                                                                              | 28,5                                                                         | Fuenteliante                                                                 |                                                                              |                                                                              |                                                                              |                                                                              |                                                                              |                                                                              |                                                                              |                                                                              |
|                                                                              | 36,9                                                                         |                                                                              |                                                                              | CERRALBO                                                                     | CERRALBO                                                                     | CERRALBO                                                                     | CERRALBO                                                                     |                                                                              |                                                                              |                                                                              |
|                                                                              | 37,435                                                                       |                                                                              |                                                                              |                                                                              | Salamanca Vitigudino                                                         | Salamanca Vitigudino                                                         | Salamanca Vitigudino                                                         |                                                                              |                                                                              |                                                                              |
|                                                                              | 37,435                                                                       | Lumbrales                                                                    |                                                                              |                                                                              |                                                                              |                                                                              |                                                                              |                                                                              |                                                                              |                                                                              |